# Terapus bickhardti
Terapus bickhardti är en skalbaggsart som beskrevs av Bruch 1922. Terapus bickhardti ingår i släktet Terapus och familjen stumpbaggar. Inga underarter finns listade i Catalogue of Life.